# ممدودات الوجه
ممدودات الوجه (الاسم العلمي:†Eryopidae) هي فصيلة من البرمائيات البدائية المنقرضة تتبع رتبة مقسومات الفقار.

## معرض صور

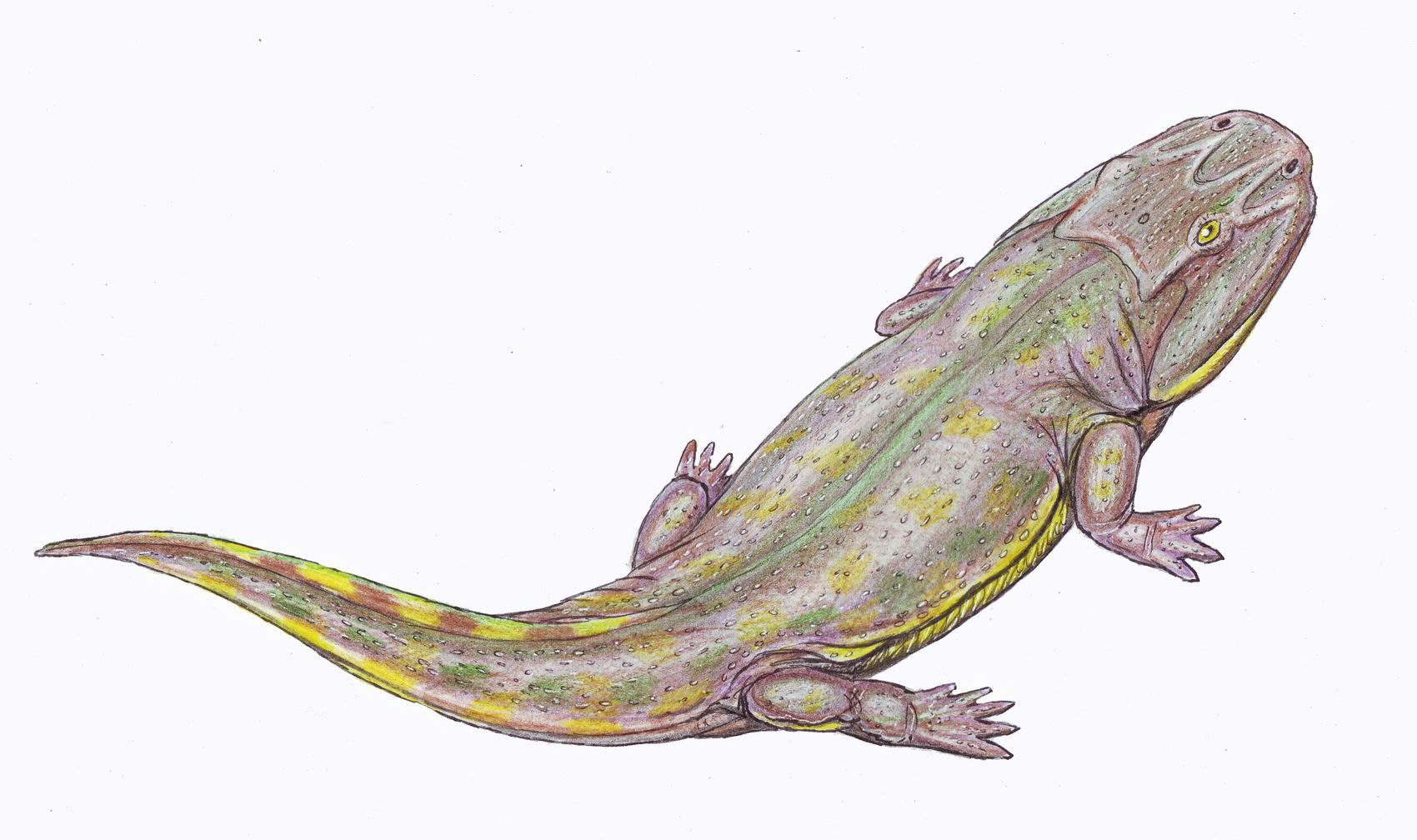
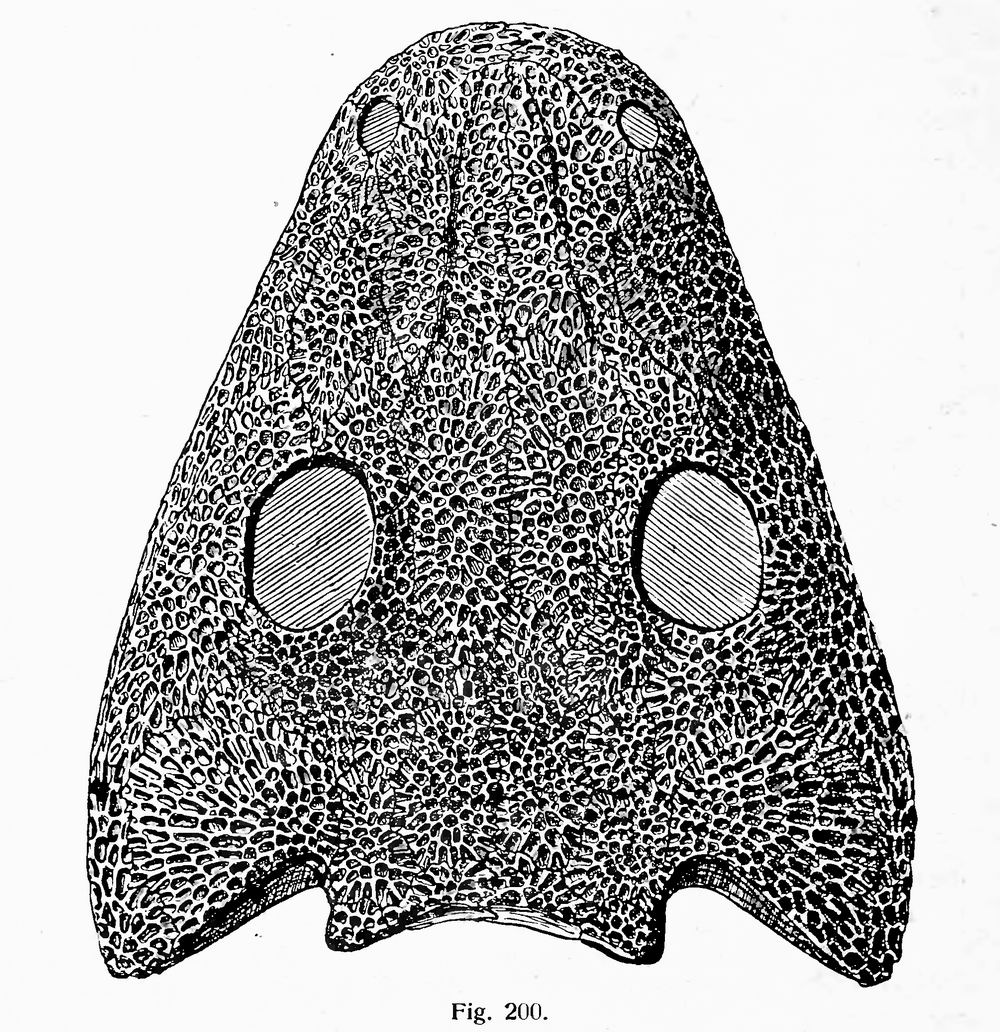
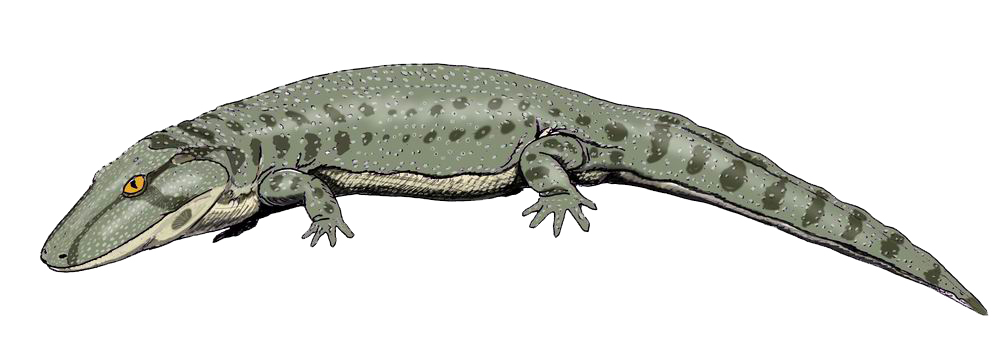

## الأجناس
- ممدود الوجه